# Romulea
Romulea  es un género de plantas perennes y bulbosas de la familia Iridaceae que habitan el sur de Europa y Sudáfrica.

## Descripción
Las especies del género se caracterizan por presentar flores actinomorfas, con los tépalos formando un corto tubo, acampanadas, dispuestas solitarias sobre los ejes secundarios de inflorescencias ramificadas. Las flores están protegidas por brácteas de textura firme y de márgenes membranosos y presentan variados colores, desde el blanco uniforme hasta el amarillo, rosa, anaranjado, rojo y púrpura, usualmente con manchas oscuras en la base de los tépalos.  
El cormo en las especies de Romulea es globoso, comprimido a asimétrico, rodeado de túnicas leñosas. Las especies de este género presentan un tallo muy breve o, sencillamente, carecen de tallo. 
El género comprende 90 especies, de las cuales aproximadamente 15 son nativas del sur de Europa, las Canarias y las Azores. Las restantes especies son oriundas de África, donde se encuentra el centro de diversificación del género. El número cromosómico básico  es difícil de precisar, ya que el género exhibe una considerable variación aneuploide (x=10, 11, 12, 13, 14, 17, 21) que ha jugado un papel importante en la evolución y diversificación de estas especies.
Se cultiva Romulea bulbocodium, que presenta flores de 2 a 3 cm de diámetro que se abren plenamente cuando el sol brilla y se cierran al atardecer o en días nublados. Alcanza unos 15 cm de altura y sus flores son de color violeta con el centro amarillo. Se plantan los cormos en otoño, a una profundidad de 5 cm en un suelo bien drenado, arenoso y a pleno sol. Florece en primavera. Necesita abundante riego durante el período vegetativo y condiciones secas cuando se halla en reposo, durante el verano.

## Taxonomía
El género fue descrito por Giovanni Francesco Maratti y publicado en Plantarum Romuleae, et Saturniae 13. 1772.
Etimología
Romulea: nombre genérico que fue nombrado en honor de Rómulo, el fundador de Roma en la leyenda.

## Especies
- Romulea albiflora J.C.Manning & Goldblatt
- Romulea albomarginata M.P.de Vos
- Romulea amoena Schltr. ex Bég.
- Romulea antiatlantica Maire
- Romulea aquatica G.J.Lewis
- Romulea atrandra G.J.Lewis
- Romulea austinii E.Phillips
- Romulea autumnalis L.Bolus
- Romulea barbata Baker
- Romulea barkerae M.P.de Vos
- Romulea battandieri Bég.
- Romulea biflora (Bég.) M.P.de Vos
- Romulea bifrons Pau
- Romulea bulbocodia (L.) Sebast. & Mauri
- Romulea bulbocodium (L.) Sebast. & Mauri
- Romulea camerooniana Baker
- Romulea cedarbergensis M.P.de Vos
- Romulea citrina Baker
- Romulea collina J.C.Manning & Goldblatt
- Romulea columnae Sebast. & Mauri
- Romulea congoensis Bég.
- Romulea cruciata (Jacq.) Baker
- Romulea cyrenaica Bég.
- Romulea dichotoma (Thunb.) Baker
- Romulea discifera J.C.Manning & Goldblatt
- Romulea diversiformis M.P.de Vos
- Romulea eburnea J.C.Manning & Goldblatt
- Romulea elliptica M.P.de Vos
- Romulea engleri Bég.
- Romulea eximia M.P.de Vos
- Romulea fibrosa M.P.de Vos
- Romulea fischeri Pax
- Romulea flava (Lam.) M.P.de Vos
- Romulea flexuosa Klatt
- Romulea gigantea Bég.
- Romulea gracillima Baker
- Romulea grandiscapa Baker
- Romulea hallii M.P.de Vos
- Romulea hantamensis (Diels) Goldblatt
- Romulea hirsuta ( Steud. ex Klatt) Baker
- Romulea hirta Schltr.
- Romulea jugicola M.P.de Vos
- Romulea kamisensis M.P.de Vos
- Romulea komsbergensis M.P.de Vos
- Romulea leipoldtii Marais
- Romulea ligustica Parl.
- Romulea lilacina J.C.Manning & Goldblatt
- Romulea linaresii Parl.
- Romulea longipes Schltr.
- Romulea luteoflora (M.P.de Vos) M.P.de Vos
- Romulea macowanii Baker
- Romulea maculata J.C.Manning & Goldblatt
- Romulea major (Schousb.) A.Marin
- Romulea malaniae M.P.de Vos
- Romulea maroccana Bég.
- Romulea membranacea M.P.de Vos
- Romulea minutiflora Klatt
- Romulea monadelpha (Sweet) Baker
- Romulea montana Schltr. ex Bég.
- Romulea monticola M.P.de Vos
- Romulea multifida M.P.de Vos
- Romulea multisulcata M.P.de Vos
- Romulea namaquensis M.P.de Vos
- Romulea neglecta (Schult.) M.P.de Vos
- Romulea nivalis
- Romulea numidica Jord. & Fourr.
- Romulea obscura Klatt
- Romulea pearsonii M.P.de Vos
- Romulea penzigi Bég.
- Romulea phoenicia
- Romulea pratensis M.P.de Vos
- Romulea ramiflora Ten.
- Romulea requienii
- Romulea rollii Parl.
- Romulea rosea (L.) Eckl.
- Romulea rupestris J.C.Manning & Goldblatt
- Romulea sabulosa Schltr. ex Bég.
- Romulea saldanhensis M.P.de Vos
- Romulea sanguinalis M.P.de Vos
- Romulea saxatilis M.P.de Vos
- Romulea schlechteri Bég.
- Romulea setifolia N.E.Br.
- Romulea sinispinosensis M.P.de Vos
- Romulea sladenii M.P.de Vos
- Romulea sphaerocarpa M.P.de Vos
- Romulea stellata M.P.de Vos
- Romulea subfistulosa M.P.de Vos
- Romulea sulphurea Bég.
- Romulea syringodeoflora M.P.de Vos
- Romulea tabularis Eckl. ex Bég.
- Romulea tetragona M.P.de Vos
- Romulea tortilis Baker
- Romulea tortuosa (Licht. ex Roem. & Schult.) Baker
- Romulea toximontana M.P.de Vos
- Romulea triflora (Burm.f.) N.E.Br.
- Romulea tubata Klatt
- Romulea uliginosa Kuntze
- Romulea unifolia M.P.de Vos
- Romulea vaillantii Quézel
- Romulea villaretii Dobignard
- Romulea vinacea M.P.de Vos
- Romulea viridibracteata M.P.de Vos
- Romulea vlokii M.P.de Vos
- Romulea zeyheri Eckl.